# Natural Born Kissers
Natural Born Kissers (Margie, ¿Puedo acostarme con el peligro? en España y Marge, ¿puedo dormir con el peligro? en Hispanoamérica) es el último capítulo de la novena temporada de Los Simpson, emitido originalmente el 17 de mayo de 1998. Fue escrito por Matt Selman y dirigido por Klay Hall. En el capítulo, Homer y Marge empiezan a mantener relaciones sexuales en lugares públicos estimulados por el miedo a ser atrapados, cuando los descubren, se ven obligados a correr desnudos por Springfield tratando de llegar a casa antes de ser arrestados por la policía.

## Sinopsis
Homer y Marge planean salir juntos a cenar para celebrar su décimo aniversario de bodas, sin embargo el abuelo no consigue llegar a la casa para cuidar de los niños, ya que entró por error en casa de los Flanders. Al final, la familia entera acaba cenando en un restaurante con forma de avión, al no pasarla nada bien, la pareja descubre que el romanticismo que antes tenían se ha desvanecido. Cuando se van a la cama intentan tener relaciones sexuales, pero ninguno de los dos tenía ánimos. A la mañana siguiente descubren que se ha estropeado el motor del frigorífico porque Homer dejó la puerta del congelador abierta, así que se van a comprar la refacción, pero en el camino el coche se queda estancado en el barro, Homer y Marge van a refugiarse de la lluvia a un granero dejando las puertas abiertas. Cuando el granjero de dicho lugar ve a sus animales afuera, piensa que hay intrusos. Al entrar, Homer y Marge se esconden entre el heno para que no los maten. El granjero, al no encontrar nada, decide volver a su casa. Pasada la conmoción, la pareja sale de su escondite, una vez relajados y excitados, empiezan a hacer el amor exitosamente.
Un día después, Bart y Lisa descubren el buscaminas del abuelo y emprenden la búsqueda de un botín pirata sin éxito. A la noche siguiente se vuelven a quedar solos ya que sus padres van a un hotel de lujo. El matrimonio, sin saber por qué, no puede tener sexo, viendo su vida sexual deteriorada, pero cuando la ama de llaves los ve en la cama intentándolo se asusta y se va. Ahí es donde descubren que el miedo a ser descubiertos los excita, por lo que Homer y Marge terminan desnudos besándose detrás de la cortina del comedor y paseándose sin ropa por el hotel, mientras los empleados (sin darse cuenta de que estaban ahí) armaban un puzle. Los niños descubren, enterrado, un final alternativo de la película Casa blanca y ganan 20 dólares por volver a enterrar esa escena final y otra película.
Homer y Marge van al campo de minigolf para entrar a escondidas en el molino de viento de uno de los circuitos, el mismo donde Homer embarazó a Marge por primera vez, recreando su nido de amor durante sus años de juventud, ambos se desvisten y comienzan a mantener relaciones sexuales. Más tarde, mientras los Flanders juegan, Maude mete una pelota dentro del molino, pero esta no salió por el otro lado, ya que sin saberlo, golpeó a sus vecinos. Rod, intentando sacarla, mete la mano al agujero. Dentro, Homer y Marge están desnudos abrazándose y acariciándose en la intimidad hasta que se asustan al ver la mano de Rod acercarse a sus traseros, temiendo que Rod encuentre la ropa que se quitaron en lugar de la pelota, lo terminan golpeando para evitarlo. Rod inmediatamente saca su mano, Ned se acerca para ver lo que ocurre, ocasionando que muchas otras familias que estaban jugando en el minigolf por curiosidad también empiecen a meter las manos tratando de adivinar lo que hay dentro, pero tocando los cuerpos de Homer y Marge sin tener realmente una idea de lo que es.
Homer y Marge están indefensos al ser acorralados y manoseados por sus propios amigos y vecinos quienes están a punto de encontrarlos desnudos. Pronto un muy mal olor que proviene del molino se hace presente, pareciendo que hay algo o alguien ahí que lo produce; sin importar lo que sea, Moe fumiga en el interior. La pareja decide salvar sus vidas antes de desmayarse con el monóxido, Homer vuelca el molino ocasionando una pantalla de humo que distrae a los presentes, toma a Marge de la mano y en desesperación al no tener tiempo suficiente para vestirse prefieren perder toda su ropa a que sus conocidos los vean sin usarla, por la parte de atrás y sin ser vistos, Homer y Marge escapan del sitio completamente desnudos.
Después de que el humo se dispersa, la gente del minigolf encuentra en el suelo las pertenencias y la ropa que se quitaron Homer y Marge, al observar la ropa interior de la pareja logran intuir acerca de lo que estaba pasando en realidad, discutiendo el desagradable hecho de que ambos anden corriendo desnudos por la ciudad ante los ojos de cualquiera en especial de los niños, el jefe Wiggum trata de calmar a todos explicando que los nudistas normalmente solo aparecen durante la noche, aunque a veces también durante el día, de igual manera los ciudadanos le exigen que capturen y arresten a quienes contaminaron el molino con su ropa maloliente. Entre la ropa que perdió la pareja al escapar, el jefe utiliza la ropa interior sucia de Homer y Marge para dársela a olfatear a un perro policía y seguir su rastro para encontrarlos y atacarlos, pero este termina huyendo al no soportar el mal olor que desprenden las prendas íntimas de la pareja.
Mientras tanto, Homer y Marge cubren sus cuerpos únicamente con sus manos, sin nada de ropa y sin saber qué hacer, huyen y se esconden por las calles de la ciudad intentando llegar a casa antes de que alguien los vea desnudos. Con miedo de que los ciudadanos o la policía los atrape, desvían su camino llegando a una tienda de coches de segunda mano donde se encuentran con Gil, a quien le piden ayuda para salir de este problema, a pesar de que él más bien a base de halagos para la pareja, solo intenta venderles un coche minimizando el hecho de que Homer y Marge están desnudos enfrente de él. Para su desgracia, la policía finalmente los encuentra, por lo que tratan de ocultarse pero es inútil, el jefe ha ordenado a sus compañeros buscar y arrestar a los exhibicionistas. Al estar rodeados por armas de fuego, Homer y Marge consideran que lo mejor para los dos será finalmente entregarse desnudos a las autoridades y enfrentar su castigo. Aunque Marge le pide a Homer pensar mejor en las vergonzosas consecuencias, por lo que para poder escapar acaban robándole a Gil un globo aerostático que estaba en la tienda de coches, a pesar de que no lo manejan muy bien, logran salvarse de ir desnudos a prisión.
Mientras vuelan en el globo, ven algo de ropa colgada de unos edificios e intentan tomarla para vestirse, sin embargo, Homer cae y queda colgado de la cuerda que sostenía el globo en tierra. Marge, tratando de ayudarlo, desciende el globo azotando y deslizando el trasero de Homer por una catedral de cristal enfrente de muchos presentes que quedan horrorizados. Marge en sus intentos, por error acaba bajando a la mitad de un estadio de fútbol lleno de gente. Aún sin ropa, ambos caen del globo al campo de juego en medio de un partido, las personas en el estadio quedan impactadas al verlos, ante las miradas y burlas, Homer desafía al público a que tomen una fotografía del momento, a lo que inmediatamente responden fotografiando a Homer y Marge totalmente desnudos. En un inicio se sienten humillados pero al no tener más escapatoria, solo dejan de cubrir sus partes íntimas y saludan al público. Homer y Marge son arrestados, al día siguiente como era de esperarse, salen desnudos en una fotografía del periódico en primera plana. Bart y Lisa se quedan en shock al verla, por lo que sus padres avergonzados tratan de hablar con ellos sobre lo ocurrido. Mientras les explican a sus hijos, Homer y Marge terminan mencionando el excitante peligro que sintieron durante este incidente donde cientos de personas los vieron y fotografiaron desnudos, esto los emociona, así que deciden ir al minigolf otra vez, sabiendo de que podrían pasar por lo mismo de nuevo.

## Producción
"Natural Born Kissers" fue el primer capítulo escrito por Matt Selman, quien se basó parcialmente en el matrimonio de sus padres. Este capítulo fue la única vez en la que Mike Scully recibió una llamada de FOX sugiriendo que no lo emitiesen. Estaban preocupados por el contenido sexual, la desnudez y cómo se iba a manejar todo.
En una entrevista, Matt Groening dijo que "Los censores del canal no podían creerlo, y yo tampoco: la vaca espiando por la mirilla mientras Homer y Marge hacen el amor en el granero; los vecinos tocando a Homer y Marge cuando quedan atrapados dentro del molino del mini golf; Homer colgando desnudo de un globo aerostático; y, finalmente, Homer deslizándose de espaldas por el techo de vidrio de una iglesia".
Los productores pelearon con los censores y al final se cambió muy poco del libreto. Marge aparece desnuda regularmente, en este episodio ella enseña su trasero por primera vez en el programa. Homer y Marge en el minigolf es una referencia a un capítulo de la tercera temporada ("I Married Marge"), aunque en ese capítulo están dentro de un castillo en lugar de un molino.
La idea del gag del sofá del capítulo (visto por primera vez en "Das Bus") fue de la hija de Dan Castellaneta, que obtuvo un crédito especial por ello.